# Kivilompolo
Kivilompolo (Vertaald: Klein Steenmeer) is een plaatsaanduiding binnen de Finse gemeente Enontekiö. Kivilompolo, gelegen aan het gelijknamige meer van nog geen hectare groot, was in vroeger tijden een relatief drukke grensovergang tussen Finland en Noorwegen. Men moet daarbij in ogenschouw nemen dat het tevens de grens was tussen gebieden, die deel uitmaakten van het NAVO- en het Warschau Pact-grondgebied. Er staan dan ook twee grenshuisjes. Na de perestrojka en het feit dat Finland zich meer op het Westen richt, heeft de grenspost aan belang en betekenis ingeboet. De grenswachten zitten nu nog alleen in het huisje aan de Noorse zijde. Het is nu een van de grensposten van de EU.
De grenspost ligt aan het eind van de Finse weg 93, die overgaat in de Noorse rijksweg 93. Zuidwaarts gaat men naar Palojärvi; noordwaarts naar Kautokeino. De weg wordt voornamelijk bereden door toeristen die op weg zijn naar, of juist terugkomen van de Noordkaap. De Saami, die hier al eeuwen rondtrokken, hoeven sinds de detente niet meer via deze grenspost te trekken.
Ten noorden van het kleine meer, ligt in Noorwegen het Kivimeer (Kivijärvi). In Scandinavië zijn er tientallen meren met die naam. Kivi is Fins voor steen.
Hoofdplaats: Hetta

Dorpen: Äijäjoki · Jatuni · Kaaresuvanto · Kantola · Kelottijärvi · Ketomella · Kilpisjärvi · Kultima · Kuttanen · Leppäjärvi · Luspa · Markkina · Maunu · Muotkajärvi · Näkkälä · Nartteli · Nunnanen · Palojärvi · Palojoensuu · Pättikkä · Peltovuoma · Pousujärvi · Raittijärvi · Ropinsalmi · Saarikoski · Saivomuotka · Sonkamuotka · Vähäniva · Vuontisjärvi · Ylikyrö

Aanduiding: Kivilompolo